# 폴 아델스타인
폴 에이덜스타인(Paul Adelstein, 영어 발음: /ˈeɪdəlstaɪn/, 1969년 4월 29일 ~ )은 미국의 배우이다.

## 출연 작품

### 영화
- 게이샤의 추억 - 허친스 중위 역
- 로스트 랜드: 공룡 왕국

### 드라마
- 프리즌 브레이크 시즌 1 (FOX) - 폴 켈러먼 역
- 프라이빗 프랙티스 시즌 1 (ABC) - 쿠퍼 프리드먼 역